# Chersifron
Chersifron (gr. Chersiphron) – grecki architekt z Knossos. Razem z synem Metagenesem zbudował na początku VI wieku p.n.e. świątynię Artemidy w Efezie.